# Jakljan
Koordinati:   42°44′35″N, 17°49′02″E
Jakljan je otok v skupini Elafitskih otokov. Leži jugovzhodno od polotoka Pelješca, zahodno od otoka Šipan, ter severozahodno od Dubrovnika.
Površina otoka, na katerem so izviri pitne vode, meri 3,45 km². Dožina obalnega pasu je 14,648 km. Najvišji vrh Katine staje doseže višino 225 mnm. Na nenaseljenem otoku stoji v zalivu Veli Jakljan počitniški dom za otroke. Dom je bil v srbski lasti. Leta 2005 je bil prodan. Na njegovem mestu naj bi zgradili hotel. Zaliv Veli Jakljan je varno sidrišče. Ob manjšem pomolu, kjer je morje globoko 3 m, je možen tudi privez manjših plovil. 